# خطوط كونتيننتال الجوية الرحلة 1713
كونتيننتال إيرلاينز الرحلة 1713 هي رحلة طيران من دنفر إلي بويسي في يوم جليدي في 15 نوفمبر 1987 وتحمل علي متنها 77 راكبا و5 من أفراد الطاقم وتحطمت قرب مطار ستابلتون الدولي في دنفر في الولايات المتحدة بسبب الطقس الجليدي وأدي إلي مقتل 28 شخصا ونجأة 54 شخصا وجرح 28 شخصا وكان ثالث أسوء حادث طيران في الولايات المتحدة وحوادث طائرات ماكدونل دوغلاس دي سي-9 الأكثر دموية في التاريخ